# Lousã e Vilarinho
Lousã e Vilarinho (llamada oficialmente União das Freguesias de Lousã e Vilarinho) es una freguesia portuguesa del municipio de Lousã, distrito de Coímbra.

## Historia
Fue creada el 28 de enero de 2013 en aplicación de una resolución de la Asamblea de la República de Portugal promulgada el 16 de enero de 2013 con la unión de las freguesias de Lousã y Vilarinho, pasando su sede a estar situada en la antigua freguesia de Lousã.

## Demografía
| Gráfica de evolución demográfica de Lousã e Vilarinho entre 2011 y 2021 |
|                                                                         |
| Datos según el nomenclátor publicado por el INE portugués.              |